# Tiến Thắng, Yên Thế
Tiến Thắng là một xã thuộc huyện Yên Thế, tỉnh Bắc Giang, Việt Nam.
Xã Tiến Thắng có diện tích 21,46 km², dân số năm 1999 là 3951 người, mật độ dân số đạt 184 người/km².